# 李成庆
李成庆（?—?），《资治通鉴》作李承庆，又作李仁庆，唐朝末年定难节度使，李思恭之子，党项人。
李思恭死后，其弟李思谏袭位。唐昭宗乾寧三年（896年），唐朝授李成庆夏州节度使。光化三年（900年）四月，朝廷加封定难军节度使李承庆为同平章事。后梁开平二年（908年）之前，又由李思谏任定难军节度使。